# Julio Ardiles Gray
Julio Ardiles Gray (* 6. Mai 1922 in Monteros, Provinz Tucumán; † 19. August 2009 ebenda) war ein argentinischer Lehrer und Schriftsteller. 
Ardiles Gray besuchte die Pädagogische Hochschule seiner Heimat und wirkte nach erfolgreichem Abschluss über zwanzig Jahre als Pädagoge in der Provinz Tucumán. 1943 gründete er zusammen mit Raúl Galán, María Elvira Juárez unter anderem die literarische Vereinigung „La Carpa“. Diese Gruppierung, die auch bald einen eigenen Verlag ins Leben gerufen hatte, spielte bald eine wichtige Rolle im literarischen wie auch im gesellschaftlichen Leben im Nordosten Argentiniens. 
Als freier Mitarbeiter schrieb Ardiles Gray u. a. für die Zeitungen „La Gaceta“, „La Nación“ und später auch für „La Opinión“. 
Mit 87 Jahren starb Julio Ardiles Gray am 19. August 2009 in Monteros und fand dort auch seine letzte Ruhestätte. 

## Verfilmungen
- 2000 verfilmte der Regisseur Gerardo Vallejo seinen Roman „El inocente“ fürs Kino.

## Werke (Auswahl)
Erzählungen
- Los amigos lejanos. Narrativa. 1956.
- Elegía. Narrativa. 1951.

Lyrik
- Cánticos terrenales. 1950.
- Tiempo deseado. 1944.

Romane
- La grieta. Novela. 1952.
- El inocente. Novela. 1968.

Theater
- Personajes y situaciones. 1989.
- Vecinos y parientes. 1970.